# Franz Fritz von Dücker

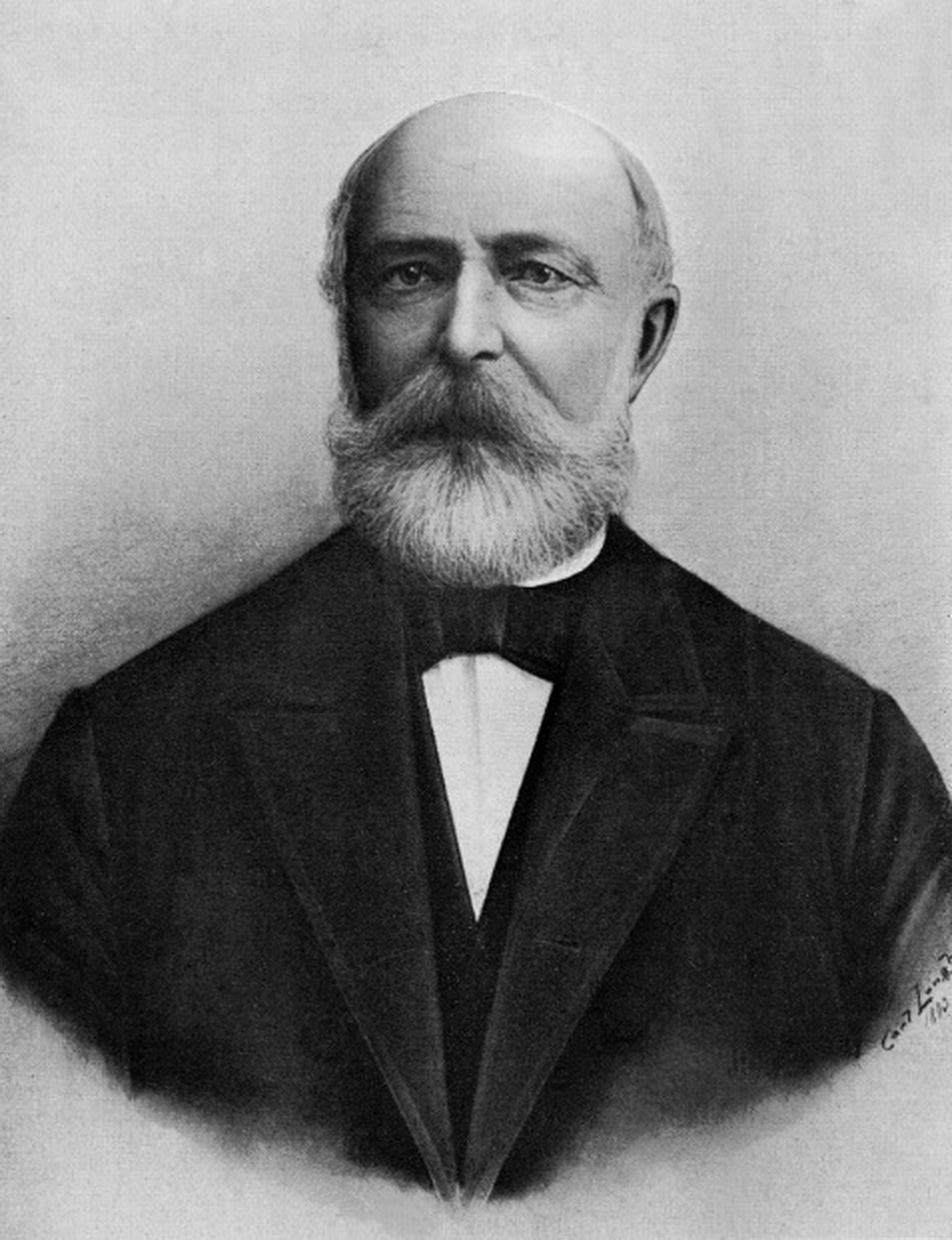
Franz Fritz Freiherr Dücker von und zu Rödinghausen

Franz Fritz Freiherr Dücker von und zu Rödinghausen, auch Freiherr von Dücker (* 3. Februar 1827 in Rödinghausen bei Iserlohn; † 1. Juni 1892 in Bückeburg) war Bergrat und Mitglied des Deutschen Reichstags. Er war der Erfinder der Drahtseilschwebebahn.

## Familie
Franz Fritz von Dücker entstammte dem Adelsgeschlecht Dücker. Sein Vater war Theodor Freiherr von Dücker, Edler Herr zu Rödinghausen (1791–1866, kath.), Fideikommissherr auf Rödinghausen, Herr auf Heese (Kreis Iserlohn), Sohn des Caspar-Ignaz von Dücker (1759–1839) auf Rödinghausen und Heese und dessen Ehefrau Sophia geborene von Schade zu Ahausen. Seine Mutter war Karoline (1795–1873, ev.), die Tochter des nassauischen Hofkammerrates und Tribunalrichters in Dillenburg, Wilhelm Winter (1767–1821) und dessen Ehefrau Elisabeth Friederike Wilhemine geborene Eberhardt.
Franz Fritz von Dücker heiratete 1861 Albertine (1833–1907), die Tochter des Land- und Stadtgerichtsrats zu Minden Franz Friedrich Ernst August Max Freiherr von Vincke († 1891) und dessen Ehefrau Bertha geborene Gantzer. Die Ehe blieb kinderlos.

## Leben
Er besuchte das Gymnasium in Soest und arbeitete anschließend ein Jahr praktisch im Bergfach in Bochum. 1849 begann er ein Studium der Mineralogie an der Universität Bonn. Später arbeitete er beim Bergamt in Bochum und wurde 1855 zum Oberbergamtsreferendar ernannt.
In der Folge arbeitet er als Berggeschworener in Mülheim an der Ruhr und beim Oberbergamt in Dortmund. 1858 leitete er den Bau von Tunnels an der Bahnlinie Bingen-Saarbrücken, 1861 entwickelte er eine Drahtseilschwebebahn, 1863 wurde er Bergassessor und 1873 Bergrat. 1864 trat er dem Verein Deutscher Ingenieure (VDI) mit der Mitgliedsnummer 753 bei und wurde stellvertretender Vorsitzender des wiedergegründeten Westfälischen Bezirksvereins des VDI.
1874 wurde er Mitglied des Reichstages für den Reichstagswahlkreis Fürstentum Schaumburg-Lippe (Bückeburg) und die Nationalliberale Partei. Dem Reichstag gehörte er zwei Legislaturperioden bis 1878 an.
Gemeinsam mit Roderich von Bandel untersuchte von Dücker zahlreiche Erdöl- und Petroleum-Lagersstätten. In Folge der Untersuchung einer ganzen Reihe von Orten und Gegenden, die von Dücker später in einer eigenen Schrift behandelte, galt als Haupterfolg der Bemühungen „das Wiederauffinden des alten Bohrlochs bei Neustadt, welches bei 200 Fuß Tiefe verstopft war.“

## Schriften
- Petroleum and asphalt, rock-salt etc. in Germany / by F. F. von Dücker, in englischer Sprache, Bückeburg: Escherich, 1880
- F. F. von Dücker: Petroleum und Asphalt in Deutschland. Ein neuer Hinweis auf bekannte Sachen, 32 Seiten, Bückeburg: Grimmesche Hofbuchdruckerei, 1880
  - Petroleum und Asphalt in Deutschland / von F. F. Freiherr v. Dücker, 2. Auflage, Minden: Bruns, 1881